# Vox (sitio web)
Vox es un sitio de opinión estadounidense propiedad de Vox Media. El sitio web fue fundado en 2014 por Melissa Bell y Ezra Klein.

## Historia
Ezra Klein dejó The Washington Post en enero de 2014 para un cargo en Vox Media, junto con editores de la página web de deportes SB Nation, el sitio web de tecnología The Verge y el sitio web de juegos de video Polygon. The New York Times describió a Vox Media como «una compañía de tecnología que produce medios» en lugar de a la inversa, asociado con los «viejos medios». Klein esperaba «mejorar la tecnología de las noticias» y construir una plataforma en línea mejor equipada para hacer las noticias comprensibles. El equipo de 20 personas del nuevo sitio fue elegido por su experiencia en áreas temáticas e incluyó a Matthew Yglesias de Slate, Melissa Bell y colegas de Klein del The Washington Post.
Vox fue lanzado a principios de abril de 2014 con Klein como redactor jefe. Su ensayo editorial inicial, «How politics makes us stupid» («Cómo la política nos hace estúpidos»), explicaba su preocupación por la polarización política en el contexto de las teorías del profesor Dan Kahan de la Escuela de Derecho Yale sobre cómo la gente se protege de la información que entra en conflicto con sus creencias principales.
The Wall Street Journal informó que en 2014 Vox ingresó $60 millones y fue rentable.
Desde agosto de 2015, Vox Media, propietaria de Vox, recibió financiación que puso su valoración en más de mil millones de dólares, convirtiéndose así en una startup unicornio. De esta cantidad, $200 millones provienen de NBCUniversal, $100 millones del brazo de riesgo de Comcast (compañía matriz de NBCUniversal) y $46.8 millones de General Atlantic. Otros inversores incluyeron a Accel Partners, Allen & Company, Khosla Ventures y el exejecutivo de AOL, Ted Leonsis.
En junio de 2016, Vox suspendió al colaborador Emmett Rensin por una serie de tuits que animaban a disturbios anti-Trump, incluyendo uno el 3 de junio de 2016 que instaba: «If Trump comes to your town, start a riot» («Si Trump llega a tu ciudad, comienza un motín»). Los tuits captaron la atención después de que violentas protestas anti-Trump tuvieron lugar en San José, California, el día del tuit de Rensin.
En septiembre de 2017, Vox anunció que Ezra Klein asumiría el puesto de editor general, y que la adjunta de Klein, Lauren Williams, sería nombrada editora en jefe.

## Contenido
La misión de Vox es "explicar las noticias", lo que significa que se esfuerza en asegurarse de que sus lectores "entiendan lo que acaba de ocurrir" al proporcionar "información contextual que las noticias tradicionales no están diseñadas para transmitir". Con el fin de reutilizar el trabajo de los autores anterior al relanzamiento de 2014, Vox creó «pilas de cartas» en brillante «amarillo canario» que proporcionan contexto y definen términos dentro de un artículo. Las cartas se mantienen perpetuamente como una forma de «página wiki escrita por una persona con una pequeña actitud». Como ejemplo, una tarjeta sobre el término «mercado de aseguradoras» puede ser reutilizada en las historias sobre la Ley de Protección al Paciente y Cuidado de Salud.
El sitio utiliza el sistema de gestión de contenidos Chorus de Vox Media, que permite a los periodistas crear fácilmente artículos con complejos efectos visuales y transiciones, como fotos que cambian a medida que el lector se desplaza. Las cabeceras de Vox Media se dirigen a hogares educados con ingresos de seis cifras y un cabeza de familia menor de 35 años.

## YouTube
Vox tiene un canal de YouTube con el mismo nombre donde publican regularmente videos sobre noticias y temas informativos. Estos videos están acompañados por un artículo en su página web. Los temas tratados en los videos suelen ser similares a los temas cubiertos en los artículos escritos en el sitio web.
El canal cuenta con más de 3,9 millones de suscriptores y más de 889 millones de visitas a abril de 2018.

## Pódcast
Vox distribuye seis pódcast, todos presentados por miembros del equipo de Vox:
- The Weeds es un pódcast bisemanal en formato de mesa redonda, presentado por Klein, Yglesias, y la corresponsal de política sanitaria Sarah Kliff, centrándose en las noticias nacionales de EE. UU. con un enfoque en los detalles precisos de la política pública.[13]
- The Ezra Klein Show es un pódcast semanal de entrevistas en el que Klein entrevista a invitados de la política y los medios de comunicación.[14]
- I Think You're Interesting es un pódcast semanal de entrevistas sobre arte, entretenimiento y cultura pop, presentado por el "crítico general" de Vox Todd VanDerWerff.[15]
- Worldly es un pódcast semanal en formato de mesa redonda centrado en la política exterior de los EE. UU. y asuntos internacionales, presentado por Yochi Dreazen, Zack Beauchamp y Jennifer Williams.[16]
- The Impact es un pódcast narrativo semanal organizado por Kliff que investiga los efectos prácticos de las decisiones políticas.[17]
- Today, Explained es un pódcast diario, presentado por Sean Ramaswaram, que ofrece explicaciones breves de elementos de las noticias.[18]

## Recepción
El lanzamiento del sitio web recibió atención significativa de los medios. Varios sitios web señalaron que el lanzamiento se produjo alrededor del mismo tiempo que otros sitios web de datos y explicativos como FiveThirtyEight y The Upshot de The New York Times. Vox fue descrito como el uso de titulares de estilo «Upworthy» para mejorar la compartibilidad y actuar como una «Wikipedia para las noticias en curso».
The Economist, comentando el ensayo de Klein «How politics makes us stupid», dijo que el sitio web era «brillante y prometedor» y la premisa detrás del sitio era «profundamente honorable», comparando positivamente la misión del sitio con el concepto de capacidad negativa de John Keats.
David Carr, del The New York Times, asoció la salida de Klein a Vox con otros «periodistas de renombre» dejando periódicos por las nuevas empresas digitales, como Walt Mossberg y Kara Swisher (Recode), David Pogue, y Nate Silver.
En 2015, el Comité para la Investigación Escéptica presentó a Julia Belluz el premio Robert B. Balles de Pensamiento Crítico por su trabajo en Vox.

## Audiencia
En junio de 2015, Vox contaba con 54,1 millones de visitantes únicos, de los cuales el 41 % tenía entre 18 y 34 años, según comScore Inc.